# Oberlichtenwald
Oberlichtenwald ist ein Gemeindeteil der Gemeinde Altenthann im Oberpfälzer Landkreis Regensburg (Bayern).

## Geografische Lage
Das Dorf Oberlichtenwald liegt in der Region Regensburg etwa 6 Kilometer südwestlich von Altenthann an der Staatsstraße 2145 zwischen dem Sulzbach und dem Otterbach etwas nördlich des Zusammenflusses dieser beiden Bäche.

## Geschichte

### Anfänge bis 14. Jahrhundert
Der Name Lichtenwald ist ein Rodungsname und verweist auf die Entstehung des Ortes im 11. Jahrhundert. Als Hector von Lichtenberg um 1348 die Burg Lichtenwald erbauen ließ und den Namen „Lichtenperger vom Lichtenwald“ annahm, bestand der Ort Lichtenwald sicher schon. Er lag verkehrsmäßig günstig an der Straße, die vom Donauübergang bei Donaustauf her das Otterbachtal aufwärts in den Bayerischen Wald führte.
1351 belehnte Bischof Friedrich den Melchior von Lichtenberg mit dem Lichtenwald. 1365 wurde Lichtenwald von den Lichtenbergern an Peter den Chamerauer von Haitzstein verkauft. Zwischen 1310 und 1350 lösten sich die Ministerialen und ihre Lehen aus der Abhängigkeit der Bischöfe. Lichtenwald ging in den Besitz anderer Geschlechter über und in die frei werdende Position des Lehensherren rückte der bayerische Herzog ein.
Teilweise wurde diese Entwicklung hier durch das entstehende Gericht Donaustauf abgefangen. Seit 1392 befand sich Lichtenwald im Besitz der Zenger. In jenem Jahr verpflichtete sich Hans der Zenger, mit seiner Veste Lichtenwald nicht feindlich gegen die Stadt Regensburg aufzutreten.

### 15. bis 16. Jahrhundert
Erhard Zenger war 1440 herzoglicher Pfleger in Friedberg und Besitzer von Lichtenwald. Er beanspruchte das Gerichtsrecht für Lichtenwald und focht darum mehrere Machtkämpfe mit Regensburg aus, ebenso Michael Zenger, 1503 Besitzer von Lichtenwald. 1503 wurde Lichtenwald in den Akten des Gerichts Donaustauf erstmals Hofmark genannt. In einem Auszug aus der Landtafel wird 1510 Leonhard Sinzenhofer als Besitzer der halben Hofmark Lichtenwald genannt. 1549 verkauften Hanno von Sinzenhofer zu Lennberg und seine Hausfrau Margareta ihre halbe Hofmark Lichtenwald mit allen Rechten und Nutzungen an Haimeram von Nusberg zu Brennberg und Weichenberg. Hans Wolf Zenger zu Altenthann verkaufte 1576 die Hofmark Lichtenwald für 5000 Gulden an seinen Vetter Parzifal Zenger zum Adlmannstein, Pfleger von Kirchberg. Ab 1590 wurden die Hofmarken Adlmannstein und Lichtenwald gemeinsam verkauft. Den halben Anteil der Hofmark kaufte Erhard Muggenthal.

### 17. bis 18. Jahrhundert
1610 war Lichtenwald ein baufälliger Burgstall mit einem Hof, fünf Sölden und einem Hüthaus. David Stich kaufte 1669 Lichtenwald von Adam Philipp von Muggenthal. 1694 wurde Lichtenwald als geschlossene Hofmark bezeichnet und die zugehörigen Güter als einschichtig. Der Hofmarksherr David Stich hatte alle Grund- und Vogteijurisdiktion.
Die Hofmarken Adlmannstein und Lichtenwald waren bereits 1708 wieder hoch verschuldet. Sie wurden 1711 durch Franz Martin von Stich an Baron Schütz verkauft, der als nomineller Käufer für seinen Schwager Johann Christian Baron Knorr von Rosenroth auftrat. Im Jahr 1718, nachdem Kurfürst Max Emanuel den Konsens erteilt hatte, gingen die beiden Hofmarken an die Deutschordenskommende Regensburg, wo sie bis zum Ende des Alten Reiches verblieben.

### 19. Jahrhundert bis Gegenwart
Die Hofmarksrechte der Hofmark Lichtenwald gingen 1818 an das Thurn und Taxis’sche Herrschaftsgericht Wörth. Die Gemeinde Lichtenwald, die mit dem Gemeindeedikt von 1818 begründet wurde, umfasste die Orte Heuweg (der Gemeindesitz), Oberlichtenwald, Schmatzhäusl, Spitz, Thiergarten und Unterlichtenwald. Die Adelsvorrechte wurden mit der Revolution 1848 aufgehoben.
Zum Stichtag 23. März 1913 (Osterfest) gehörte Oberlichtenwald zur Pfarrei Altenthann und hatte 12 Häuser und 69 Einwohner. Am 31. Dezember 1990 hatte Oberlichtenwald 63 Einwohner und gehörte weiterhin zur Pfarrei Altenthann.